# 亚历山德拉·亚雷茨卡
亚历山德拉·亚雷茨卡（波蘭語：Aleksandra Jarecka，1995年10月11日—），旧姓扎马霍夫斯卡（Zamachowska），生于克拉科夫，是一名波兰女子击剑运动员，主攻重剑。她最初练习芭蕾舞，然而她希望参与竞技性体育运动，后来小学三年级时，在一次偶然的机会下，她进入一家击剑俱乐部，开始接触击剑，不久后她便喜欢上这项运动。2012年，她首次在波兰全国锦标赛青少年组中获得奖牌。她的妹妹Wiktoria同样也是一名击剑运动员。